# أوتو فيجي (ضابط بحري)
أوتو فيجي (21 سبتمبر 1882 في نيسا - 2 يناير 1951 في كاوفبويرن ) كان الأدميرال الألماني لسلاح البحرية كريغسمارينه خلال الحرب العالمية الثانية. كان قد خدم في البداية في البحرية الإمبراطورية الألمانية. ولد في نيس في سيليسيا في 21 سبتمبر 1882. 
في عام 1940، تم وضع كونتيديرميرال (الأدميرال) فيجي في قيادة عملية نقل لوتزو التي لم تنتهي إلى الاتحاد السوفيتي. قدمت كريغسمارينه مرافقة مكونة من مدمرات وغيرها من السفن لحماية السفينة من هجوم الحلفاء.  لدى وصوله، قاد فيجي فريقًا استشاريًا لمساعدة السوفييت على إكمال السفينة،  الرغم من أن السفينة، التي أعيدت تسميتها بتروبافلوفسك، كانت لا تزال قيد الإنشاء عندما غزت ألمانيا الاتحاد السوفيتي في يونيو 1941. ساعد على تأخير نقل المواد من ألمانيا لاستكمال السفينة، تحسبا لهجوم ألماني في نهاية المطاف. 

## الحواشي
1. ↑  Hildebrand & Henriot.
2. 1 2  Philbin.
3. ↑  Rohwer & Monakov.